# Élections législatives de 1956 dans les Pyrénées-Orientales
Les élections législatives de 1956 dans les Pyrénées-Orientales sont des élections françaises qui ont eu lieu le 2 janvier 1956 dans le département des Pyrénées-Orientales dans le cadre des élections législatives françaises de 1956, sous la IVe République.
Ce sont les dernières élections législatives de la Quatrième république, après les élections de novembre 1946 et de juin 1951.

## Mode de scrutin
L'Assemblée nationale est composée de 626 sièges pourvus au scrutin proportionnel plurinominal suivant la règle de la plus forte moyenne dans le cadre départemental, sans panachage.
Le vote préférentiel est admis, en inscrivant un numéro d'ordre en face du nom d'un, de plusieurs ou de tous les candidats de la liste. Mais l'ordre ne pourra être modifié que si au moins la moitié des suffrages portés sur la liste est numéroté. Dans les faits les modifications ne dépasseront jamais les 7%.
La loi électorale du 7 mai 1951, dite loi des apparentements, reste en vigueur. Elle permet à la base une répartition des sièges à la représentation proportionnelle dans le département, mais si des listes « apparentées » avant le déroulement du scrutin obtiennent ensemble une majorité absolue de suffrages exprimés, elles reçoivent directement tous les sièges à pourvoir.
Dans le département des Pyrénées-Orientales, trois députés sont à élire.

## Élus
| Député sortant  | Parti | Parti   | Député élu ou réélu | Parti | Parti |
| --------------- | ----- | ------- | ------------------- | ----- | ----- |
| André Tourné    |       | PCF     | André Tourné        |       | PCF   |
| Arthur Conte    |       | SFIO    | Arthur Conte        |       | SFIO  |
| François Delcos |       | Rad-soc | Paul Alduy          |       | SFIO  |

## Résultats

### Résultats à l'échelle du département
Un apparentement de type Front Républicain se noue entre les listes Rad-soc, SFIO et Rép. soc. 
La liste du RGRIF s'est retirée avant le scrutin mais reste enregistrée à la préfecture. 
| Parti    | Parti                                            | Tête de liste    | Résultats | Résultats | Appar. | Appar. | Sièges |
| Parti    | Parti                                            | Tête de liste    | Voix      | %         | Voix   | %      | Nb.    |
| -------- | ------------------------------------------------ | ---------------- | --------- | --------- | ------ | ------ | ------ |
|          | Section française de l'Internationale ouvrière   | Arthur Conte     | 45 862    | 40,94     | 29 955 | 26,74  | 2 1    |
|          | Parti républicain, radical et radical-socialiste | Gaston Pams      | 45 862    | 40,94     | 14 937 | 13,34  | - 1    |
|          | Républicains sociaux                             | Paul Junquet     | 45 862    | 40,94     | 970    | 0,87   | -      |
|          | Parti communiste français                        | André Tourné     | 38 933    | 34,76     | -      | -      | 1      |
|          | Union républicaine (CNIP-MRP)                    | François Suzanne | 14 405    | 12,86     | -      | -      | -      |
|          | Union et fraternité française                    | Alfred Valat     | 12 000    | 10,71     | -      | -      | -      |
|          | RGRIF                                            | Georges Bayet    | 0         | 0,00      | -      | -      | -      |
|          |                                                  |                  |           |           |        |        |        |
| Inscrits | Inscrits                                         | Inscrits         | 146 820   | 100,00    |        |        | 3      |
| Votants  | Votants                                          | Votants          | 114 109   | 77,72     |        |        |        |
| Exprimés | Exprimés                                         | Exprimés         | 112 012   | 98,16     |        |        |        |